# Niumbaha superba
Niumbaha superba é uma espécie de morcego da família Vespertilionidae. Pode ser encontrada na Costa do Marfim, Gana, República Democrática do Congo e Sudão do Sul. Tradicionalmente classificada no gênero Glauconycteris, a espécie foi recombinada em 2013 para um gênero próprio, o Niumbaha.
N. superba foi descoberta em 1939 na floresta de Ituri na República Democrática do Congo. Posteriormente outros espécimes foram registrados em Gana (província de Oda) e na Costa do Marfim (sem localidade específica). Em 2012, um quarto espécime foi encontrado na R.D. do Congo (ilha de Mbiye). Em 2013, um quinto exemplar foi registrado no Sudão do Sul (Bangangai), expandindo assim a distribuição conhecida para a espécie.